# Nikolaj Panin

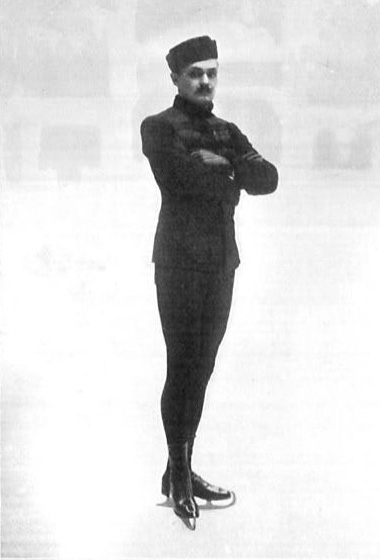
Nikolaj Panin

Nikolaj Panin (Russisch: Николай Панин), pseudoniem van Nikolaj Aleksandrovitsj Kolomenkin (Russisch: Николай Александрович Коломенкин) (Chrenovo (gouvernement Voronezj), 8 januari 1872 - Leningrad, 27 december 1956) was een Russisch kunstschaatser en trainer.
Op de Olympische Spelen van 1908 won hij bij het kunstrijden op het onderdeel speciale figuren de gouden medaille. Hiermee werd hij de eerste Russische Olympisch kampioen.
Op het WK van 1903 in Sint-Petersburg won hij de zilveren medaille, het was na de bronzen medaille van Georg Sanders op het WK van 1896 de tweede Russische medaille op het WK Kunstrijden.
In 1904 won hij op het Europees Kampioenschap de eerste Russische medaille, hij werd derde. Op het EK van 1908 veroverde hij de zilveren medaille.
Hij werd drie keer nationaal kampioen van Rusland in 1901, 1902 en 1903.

## Belangrijke resultaten
| Kampioenschap           | 1901 | 1902 | 1903   | 1904  | 1905 | 1906 | 1907 | 1908                   |
| ----------------------- | ---- | ---- | ------ | ----- | ---- | ---- | ---- | ---------------------- |
| Olympische Spelen       |      |      |        |       |      |      |      | spec.fig. · tzt mannen |
| Wereldkampioenschap     |      |      | Zilver |       |      |      |      |                        |
| Europees Kampioenschap  |      |      |        | Brons |      |      |      | Zilver                 |
| Nationaal Kampioenschap | Goud | Goud | Goud   |       |      |      |      |                        |